# トヨタ・RV8K
トヨタ・RV8Kは、トヨタ自動車が2009年に投入したフォーミュラ・ニッポンおよびスーパーフォーミュラ用のエンジンである。
同エンジンの一部仕様を変更したRV8KGが、同じく2009年よりSUPER GT・GT500クラスに参戦するレクサス・SCに搭載されている。さらに、トヨタ・モータースポーツ有限会社（TMG）からRV8KLMが、2011年から2014年までル・マン24時間レースなどに参戦するレベリオン・レーシングのLMP1車両（ローラ・B08/60）に搭載されていた。
スーパーフォーミュラ及びSUPER GTについては、2014年よりエンジン規定が変更されたため、本エンジンは2013年で使用を終了した。後継機はトヨタ・RI4A。一方で2012年からSUPER GT・GT300クラスに参戦のプリウス（apr）は2018年までRV8Kを使用していた。

## スペック
RV8K
- エンジン形式：水冷V型8気筒DOHC32バルブ
- バンク角：90度
- 総排気量：3,399cc
- 内径×行程：93.0×62.54mm
- 最高回転数：10,300rpm（オーバーテイク・システムにより10,700rpm）
- 最高出力：600PS以上
- 最大トルク：-
- 圧縮比： -
- マネージメントシステム：ペクテル製 NR12
- 重量：120kg

RV8KG
- エンジン形式：水冷V型8気筒DOHC32バルブ
- バンク角：90度
- 総排気量：3,399cc
- 内径×行程：93.0×62.54mm
- リストリクター：φ29.1mm×2
- 最高出力：460PS以上
- 最大トルク：40kg·m以上
- 圧縮比： -
- マネージメントシステム：-
- 重量：120kg

RV8KLM
- エンジン形式：水冷V型8気筒DOHC32バルブ
- バンク角：90度
- 総排気量：3,400cc
- 内径×行程：-
- リストリクター：φ30.6mm×2
- 最高出力：500PS以上
- 最大トルク：-
- 圧縮比： -
- マネージメントシステム：ペクテル製 MQ12
- 重量：120kg